# کریستیان آیگلر
کریستیان آیگلر (آلمانی: Christian Eigler؛ زادهٔ ۱ ژانویهٔ ۱۹۸۴) یک بازیکن فوتبال اهل آلمان است.
از باشگاه‌هایی که در آن بازی کرده‌است می‌توان به باشگاه فوتبال آرمینیا بیله‌فلد، باشگاه فوتبال نورنبرگ، گروتر فورث و باشگاه فوتبال اینگولشتات ۰۴ اشاره کرد.
وی همچنین در تیم ملی فوتبال زیر ۲۱ سال آلمان بازی کرده است.

## یادکرد ویکی‌پدیا
- مشارکت‌کنندگان ویکی‌پدیا. «Christian Eigler». در دانشنامهٔ ویکی‌پدیای انگلیسی، بازبینی‌شده در ۱۶ مارس ۲۰۱۷.